# Jambi
Jambi er en provins i Indonesien, beliggende på den centrale del af øen Sumatra. Provinsen har et areal på 53.435 km2 og er beboet af ca. 2.742.000 indbyggere. Hovedstaden og den største by er Jambi.
Jambi grænser mod nord op til provinsen Riau, mod vest Vestsumatra og mod syd Sydsumatra.